# Aerator (ręczne narzędzie ogrodnicze)
Aerator – ręczne narzędzie do przewietrzania gleby, niszczenia skorupy i siewek chwastów. Zbudowane jest z kilku elementów roboczych w kształcie gwiazd wykonanych z blachy lub stalowych prętów, obracających się na wspólnej osi.